# 4 فرونت تكنولوجيست
4 فرونت تكنولوجيست (بالإنجليزية: 4Front Technologies)‏ هي الشركة التي تقف وراء نظام الصوت المفتوح المصدر لنظام لينكس ويونكس. منذ يونيو 1999 بدأت شركة 4 فرونت تكنولوجيست برعاية تطوير مشغل الموسيقى XMMS.

## وصلات خارجية
- 4 فرونت تكنولوجيست